# كارينا أمبارتسوموفا
كارينا أمبارتسوموفا (بالروسية: Карина Львовна Амбарцумова؛ من مواليد 17 أغسطس 1989) هي لاعبة شطرنج روسية تحمل لقب الأستاذة الدولية والمرأة الكبرى. تخرجت أمبارتسوموفا من الجامعة الروسية الحكومية للعلوم الاجتماعية في تخصص التربية الاجتماعية عام 2011. عملت كمدربة شطرنج وتقيم دروسًا عن بعد مع الأطفال والبالغين من مختلف المهارات في التعليم عن بعد.